# Under Skæbnens Hjul
|  | Denne artikel er oprettet af botten PalnaBot ud fra en ekstern database. Den kan derfor have sproglige fejl eller mangler. Denne skabelon kan fjernes efter kontrol af indholdet. |

Under Skæbnens Hjul er en film fra 1914 instrueret af Holger-Madsen efter manuskript af Sven Lange.